# محمد بن براهيم (ممثل)
محمد بنبراهيم (1949 – 2013) ممثل مغربي. له العديد من الأعمال الفنية السينمائية والتلفزيونية التي أكسبته حضورًا على الساحة المغربية. تحصل على عدد من الجوائز منها جائزة «أحسن دور ثاني رجالي» في المهرجان الوطني للفيلم بطنجة عن فيلم كازانيكرا، عن دور زريرق.

## سيرته
كانت بدايات بنبراهيم الفنية في المسرح، حيث كانت بداياته، منذ 1965، مع فرقة عبد العظيم الشناوي و اشتغل أيضا مع فرقة البدوي و فرقة محمد التسولي. عرف بنبراهيم، لدى الجمهور المغربي، على المستوى المسرحي و التلفزيوني، بإتقانه لأدوار الرجل البدوي و بتلقائية آدائه. إلا أنه مع امتداد مساره الفني، تمكن من إثبات مواهبه الفنية، في السينما، عبر فضاءات تشخيصية أغنى و أعقد من الأدوار النمطية التي ميزت مساريه المسرحي و التلفزيوني.

يعتبر بنبراهيم من الممثلين المغاربة القلائل الذين اشتغلوا مع أجيال متنوعة من المخرجين و أظهر قدرة كبيرة على التأقلم مع مختلف المدارس الفنية. و تجلت هذه القدرة في دوره المتميز في فيلم كازانيكرا لنورالدين الخماري، و الذي حاز بفضله على أرفع جائزة سينمائية مغربية، لدور ثان، خلال مهرجان السينما الوطني بطنجة، سنة 2008، عن شخصية «زريرق».

توفي بنبراهيم صباح الأربعاء 8 ماي 2013 عن عمر 64 سنة في مستشفى الشيخ زايد بالرباط، بعد معاناة طويلة مع المرض. و دفن بمدينة البئر الجديد حيث كان يقطن.

## أعماله الفنية

### السينما
- فيها الملح والسكر أو مبغاتش تموت (1999)، للمخرج حكيم النوري.
- بيضاوة (1998)، للمخرج عبد القادر لقطع.
- قصة حب (2002)، للمخرج حكيم نوري.
- كازانيكرا (2008)، للمخرج نورالدين لخماري.
- فيها الملح والسكر أو مبغاتش تموت 2 (2005)، للمخرج حكيم النوري.
- نظرة (2005)، للمخرج نورالدين لخماري.
- الطريق إلى كابول (2011)، للمخرج إبراهيم شكيري.
- قصة وردة، (2000) للمخرج عبد المجيد الرشيش.
- الزيرو (2012) (ضيف شرف)

### التلفزيون
- الشاوش (فيلم)، على قناة دوزيم (2005)
- المستضعفون (مسلسل)، على قناة الأولى (2006)
- حديدان (2010)
- الخواتات (2004)
- زايد ناقص (مسلسل كوميدي) (2001)
- لطيفة من بعد الوظيفة (فيلم) (2013)
- حمرا وخضرا (فيلم) (2011)
- تريكة البطاش (مسلسل) (2008)
- فين ماشي يا موشي (2008)
- سر العرصة (2009)
- مسحوق الشيطان (فيلم) (2009)
- النية تغلب (فيلم) (2001)
- الجاسوس (2002)
- بزداز (فيلم) (2002)
- أولاد الناس (مسلسل) (1999)
- المدعوون (مسلسل) (1996)

## وصلات خارجية
محمد بن براهيم على موقع IMDb (الإنجليزية)
- محمد بن براهيم على موقع قاعدة بيانات الفيلم (الإنجليزية)